# トラップ (昆虫採集)
昆虫採集におけるトラップとは、昆虫を捕まえるための特定の仕掛けで、そこに昆虫が自らやってくるのを待って捕らえるものである。その対象によって、様々な方法が考案されている。

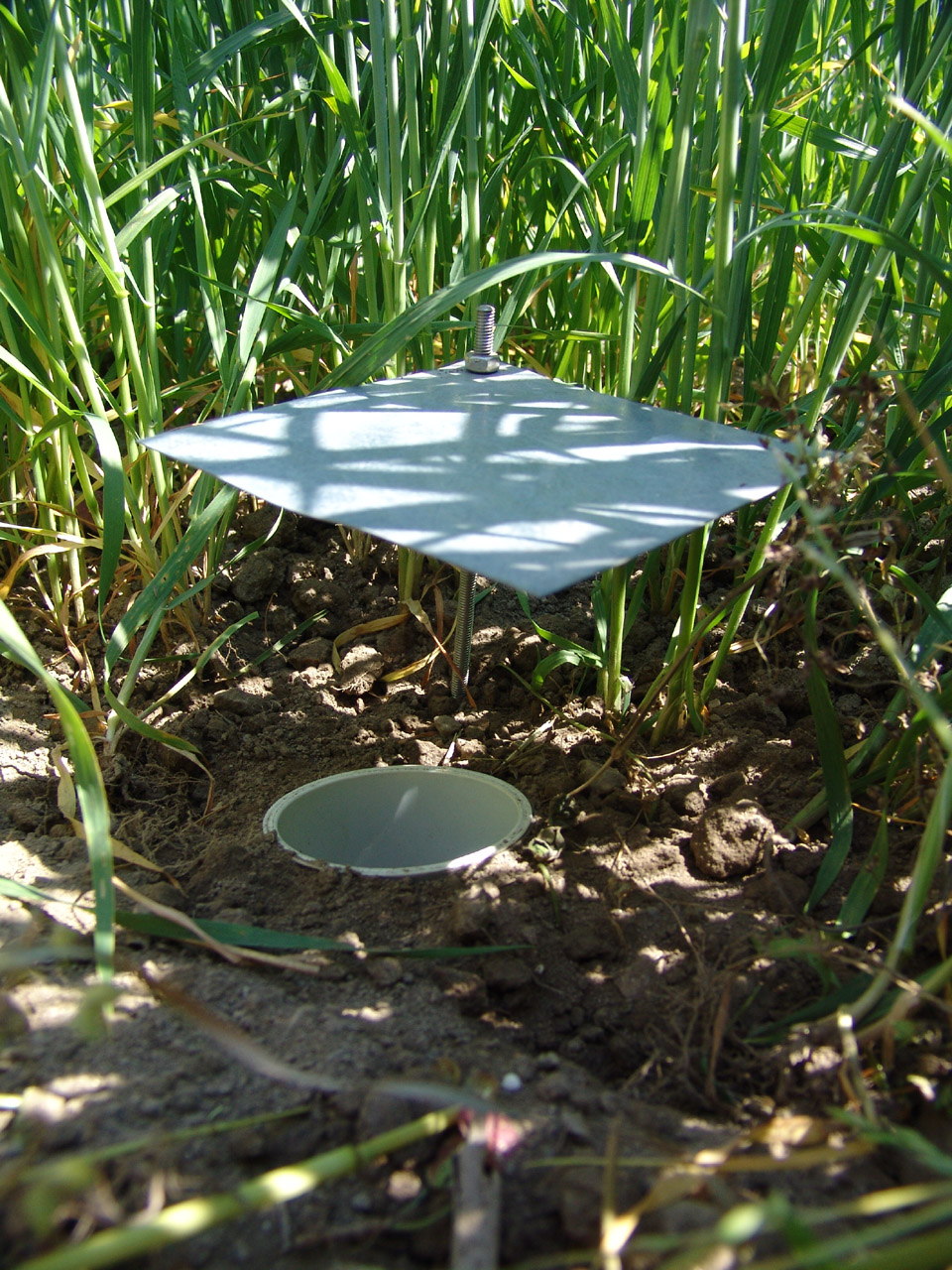
ピットフォールトラップの例

## 概論
昆虫採集は伝統のある高尚な趣味であり、他方で害虫駆除などの実利的研究に於いても重要である。したがって、昆虫を採集する方法は、長い間に工夫が積み上げられてきた。一般に考えるように、野外で昆虫を探してうろつき回るのが通常の方法である。しかし、特定の昆虫のみを探す場合や、個体数の少ないものを探す場合など、その方法では効果が上がらない場合がある。そのために特定の昆虫を捕まえる様々な方法が考案された。その一つがトラップである。
トラップは、大きく分けると以下の2つがある。
1. 虫が誘引されるような仕組みを作る[要出典]。
2. 虫の通り道に虫が捕まる仕掛けをする[要出典]。

1は、何か昆虫を呼び寄せる刺激になるものを仕掛け、集まってきた昆虫を捕まえるものである。2は、昆虫が通る場所に、通りかかった昆虫が捕まって逃げられなくなるような仕掛けを作るものである。実際には両者の効果を併用する場合もある。
いずれにせよ、捕まえる昆虫の習性がわからなければ仕掛けることができないから、それが知られていることが前提となる。ただし、意外な仕掛けで、予想しなかった昆虫が捕まり、そこから新たな習性が見いだされると言うこともある。
なお、1の方法は特定の種の昆虫のみを効果的に集められるため、個体群生態学的研究に、2の方法は、その地域の同じ所を通る昆虫をすべて捕まえる可能性があるので、群集生態学的研究に使用されることがある。また、昆虫用のトラップは、同様の行動をする同程度の大きさの動物に対しても有効である場合もある。

## 誘引によるトラップ

### 餌によるトラップ
動物を呼び寄せる方法としては最もありがちなのが、餌で釣ることである。餌で誘引する方法を、ベイトトラップという。
よく子供向けの昆虫図鑑に紹介されるのが、カブトムシやクワガタムシを集めるために、森林内の樹木に蜂蜜などを塗っておく、と言うものである。これもこの方法の一つである。しかし、これらの昆虫は、甘い蜜に惹かれると言うよりは、樹液の発酵した臭いに惹かれることが多いので、酒を混ぜるとか、果物と酒を合わせて煮詰めるなど、より効果的な餌が考案されている。樹液に集まる昆虫であれば、上記以外に、ハナムグリや一部のチョウ、ハエなどにも効果がある。最近ではバナナを発酵させたバナナトラップが一般的で、バナナを潰して焼酎を振りかけ、高温に晒すことで発酵させると、強烈な臭いを放つ。これを、臭いが広がりやすいような、木がぽつんと立っているような開けた場所に括り付けておく。くくりつける高さによって集まる昆虫も異なり、高所では飛翔能力の高い昆虫が、根元付近では地上性の昆虫が得られる。
他に餌で釣りやすい昆虫としては、動物の糞に集まる糞虫や死体に集まるシデムシ類や死体食のハエなど、臭いが強く、その分布が偏在する餌を求める昆虫があげられる。糞虫の研究者や収集家の間では、採集に出かけたときに便意を催した場合、自らの排泄物をトラップとして使うことが多く、半ば隠語的にセルフトラップまたはマイトラップと呼ばれている。
より仕掛けらしいものとしては、そのような餌を、ケースに入れ、入った昆虫が出ないようにすればよい。最も簡単なのが紙コップである。地面に紙コップがちょうどはいるような穴を掘り、地面すれすれに埋め込む。そしてコップの中に餌を入れておく。翌朝に中をのぞけば目当ての昆虫が入っているというわけである。仕掛けが簡単なので、旅先へ持っていくのも困らないし、沢山仕掛けられるので、甲虫の研究者、収集家を中心に愛用されている。ただし、飛翔能力の高い昆虫が目的の場合には飛び去ることを防ぐための更なる工夫を凝らした仕掛けが必要となる。

### 光によるトラップ
かなりの昆虫が、夜間に正の走光性を示す。そこで、明かりをつけて昆虫を集める方法として考案されたのがライトトラップ（燈火採集）である。
普通に使用される明かりでも十分に昆虫を誘引する。そこで、旅先で何も持たない場合でも、その宿泊地の周りを回って明かりを探し、そこに集まる昆虫を採集すれば、かなりの成果がある。自動販売機や、24時間営業のコンビニエンスストアはねらい目である。水銀灯は特に昆虫の集まりがよいが、別のものに変更される街灯が増えており、最近では街灯を利用した採集は難しい。もちろん、こうした手段は、居住地周辺の四季を通じた定点観測的採集にも適する。
より専門化した方法では、発電機を用意し、明かりには蛍光灯を数本、そして反射板として白布を用意する。たとえば縦1.5m、横3mの枠を作り、これを地面から垂直に立てる。白布をこれにはってスクリーンのようにし、別の白布はその前後の地面に広げる。蛍光灯はスクリーン両端にぶら下げ、スクリーンの上と下にも備える。なお、蛍光灯は通常のものと、紫外線成分の多いブラックライトを混用する。
採集には暖かくて湿っていて、風のない日、そして月がない夜が望ましい。雨や霧では見通しが悪くなり、光が届かなくなるため避けるべきである。また、日暮れのあとが昆虫の来訪が多く、夜中になると少なくなる。朝が明ける頃にも多いため、昆虫の飛来の少ない夜中を仮眠に利用する。この方法で採集できる昆虫は非常に多く、ガ、コウチュウ目、カメムシ、ウンカ、カゲロウなど、飛ぶ昆虫の多くが期待できる。あまり飛ばない昆虫の中には、歩いてやってくるものがある。
なおこの方法は、成果は大きいものの、装備が非常に大規模になる。

### その他
昆虫を誘引する方法としては、このほかにも以下のようなものがある。
水
水に引かれるものはあまり多くないが、チョウなど高いところを飛んでいて、水を吸うときだけに降りてくるものは、これでねらう方法もある。チョウの吸水は羽化直後の雄が交尾時に雌に精子と共に提供するナトリウムイオンなどのミネラル類を集めるための行動と考えられており、単なる水より、ミネラル分が多い方がよく、そのために小便が便利である。また、尿素を地上にまいても、動物のミネラルに富んだ尿があると誤認したチョウが集まる。ただし、この方法でチョウを採集する場合、雄は大量に採集できるが、原理上雌の採集は困難である。
フェロモン・誘引剤
ガやコガネムシ、カミキリムシの一部などフェロモンで誘引できるものや、特定の化学物質にひかれるものは、これを使う方法もある。特殊な生態学的研究や害虫の発生予察、駆除などで使われることが多いが、1種類のフェロモン剤で何種もの昆虫が得られる場合があり、プロの学術研究以外の一般的な昆虫採集で使用する採集者もいる。
例えば、サンケイ化学社製の害虫発生予察用トラップであるコガネコール（本来はヒメコガネ用）やアカネコール（本来はスギノアカネトラカミキリ用）などの市販品フェロモン・トラップは、他の様々な昆虫を誘引捕獲することが知られており、これらを購入して採集に用いている昆虫採集家も少なからずいる。これらのトラップの本来の用途に関してはトラップ （害虫駆除）を参照のこと。
竹筒トラップ
いわゆる昆虫採集を目的とするものではないが、昆虫を集めるという点では共通している。これは、適当に様々な太さの竹筒を、適当に束ねて軒下などにぶら下げる、というものである。こうしておくと、狩りバチやハナバチの仲間で、本来は枯れ木にカミキリムシの幼虫など食材性の昆虫があけた穴など筒状の孔に巣を作る種が集まってくるのである。彼らにとって、適当な孔というのはなかなか見つけにくいものであるらしく、様々な種が集まるという。
主としてハチの習性観察を目的として行われる。あらかじめ竹筒を割っておき、それを縛っておけば、巣作りがすんだ後、内部を観察するのに便利である。欧米では竹という便利な植物がないため、木材に孔あけ（木工ドリルなど）で穴を開けて同様の目的に使用すると言うが、明らかに竹を使える方が簡単である。かつて手芸用の糸巻きが木製であった時代は、これの軸穴を使用した研究例もある。
近年、環境モニタリングの指標として竹筒トラップに営巣するハチの種組成、群集構造を利用する研究が盛んに行われている。

## 通り道に仕掛けるトラップ
昆虫の通る場所に、そこに入ると出られなくなるような仕掛けをして採集をする方法である。もっとも単純な方法として、コップを地面に埋めて、そこに落ちる昆虫を得るピットフォールトラップがある。埋めたコップにサナギ粉などの餌を入れることで、地表性昆虫を採集する方法であるが、餌を入れなくても採集できることから、餌を使わず多数の紙コップを埋める方法も使われる。
空中を飛ぶ昆虫に対してのものもある。たとえば、フライト・インターセプト・トラップ（FIT、衝突板トラップ、ウインドウトラップともいう）は、透明なアクリル板などのプラスチック板やプラスチックシートをぶら下げる、あるいは立てて、これに衝突した昆虫を集める方法である。落ちた昆虫を集めるために、下には器を置き、その中に洗剤と保存用の酢酸を入れた水を入れる。こうすれば、落ちた昆虫はすぐにおぼれて、逃げ出すことがない。上には傘をつけておく。また、器や傘を黄色に塗ると、昆虫に対して誘因効果があることも知られている。地上に設置するタイプのFITは土壌性昆虫など、生活拠点が地面に近い昆虫を採集するのに有効な手段とされ、ヒゲブトチビシデムシ科など生態がよくわかっていない種の採集にも効果を発揮する。
また、マレーゼトラップというのは、蚊帳かテントのような形で、入り口が魚を捕る戻り籠のようになっている。飛翔性昆虫は上に上に移動する習性があるため、トラップ内に入った昆虫はネットの上部に移動し、一番上に設置された保存液の入っているビンの中に入る。
単に捕まえるだけであれば、ハエ取りリボンなど粘着テープも効果的で、その場所を通過する昆虫相を調べる目的で使用される。しかし、この場合、捕まえた昆虫をきれいな標本にすることができないので、昆虫採集の方法としては使えない。ただし、生態学の研究で厳密な種の同定を要せず、例えば甲虫目が何個体、ハエ目が何個体といった精度の低いデータ収集でよしとする場合には、プラスチック板に粘着物質を塗った粘着板トラップと呼ばれるものが使用されることがある。標本が破損しやすいためにそれ以上の同定は困難なことが多いが、一応、食用油を使って粘着物質を溶かし、個々の昆虫の個体を詳しく調べることも不可能ではない。